# Championnats du monde de patinage de vitesse sur piste courte 2010
Navigation
Édition précédente Édition suivante
Les Championnats du monde de patinage de vitesse sur piste courte se sont déroulés à Sofia en Bulgarie entre le 19 mars 2010 et le 21 mars 2010. L'évènement est géré par l'Union internationale de patinage.
Il y a douze épreuves au total : six pour les hommes et six pour les femmes. Les différentes distances sont le 500 mètres, le 1 000 mètres, le 1 500 mètres, le 3 000 mètres, le relais de 3 000 mètres (5 000 mètres pour les hommes) et un titre décerné au meilleur patineur sur l'ensemble des épreuves.

## Palmarès
| Épreuves        | Or            | Argent           | Bronze                  |
| --------------- | ------------- | ---------------- | ----------------------- |
| Hommes          |               |                  |                         |
| 500 m           | Liang Wenhao  | François Hamelin | François-Louis Tremblay |
| 1 000 m         | Lee Ho-Suk    | Kwak Yoon-Gy     | J.R. Celski             |
| 1 500 m         | Kwak Yoon-Gy  | Sung Si-Bak      | Lee Ho-Suk              |
| 3 000 m         | Lee Ho-Suk    | Kwak Yoon-Gy     | J.R. Celski             |
| 5 000 m relais  | Corée du Sud  | États-Unis       | Allemagne               |
| Toutes épreuves | Lee Ho-Suk    | Kwak Yoon-Gy     | Liang Wenhao            |
| Femmes          |               |                  |                         |
| 500 m           | Wang Meng     | Kalyna Roberge   | Marianne St-Gelais      |
| 1 000 m         | Wang Meng     | Cho Ha-Ri        | Katherine Reutter       |
| 1 500 m         | Park Seung-Hi | Lee Eun-Byul     | Cho Ha-Ri               |
| 3 000 m         | Park Seung-Hi | Cho Ha-Ri        | Lee Eun-Byul            |
| 3 000 m relais  | Corée du Sud  | Canada           | États-Unis              |
| Toutes épreuves | Park Seung-Hi | Wang Meng        | Cho Ha-Ri               |

## Tableau des médailles
| Rang | Nation       | Or | Argent | Bronze | Total |
| ---- | ------------ | -- | ------ | ------ | ----- |
| 1    | Corée du Sud | 9  | 7      | 4      | 20    |
| 2    | Chine        | 3  | 1      | 1      | 5     |
| 3    | Canada       | 0  | 3      | 2      | 5     |
| 4    | États-Unis   | 0  | 1      | 4      | 5     |
| 5    | Allemagne    | 0  | 0      | 1      | 1     |